# 西経168度線
西経168度線（せいけい168どせん）は、本初子午線面から西へ168度の角度を成す経線である。北極点から北極海、北アメリカ、太平洋、南極海、南極大陸を通過して南極点までを結ぶ。西経168度線は、東経12度線と共に大円を形成する。

## 通過する地域一覧
西経168度線は、北極点から南極点まで南に向かって以下の場所を通っている。
| 地理座標                                               | 国土・領土・領海 | 備考 |
| ------------------------------------------------------ | ---------------- | --- |
| 北緯90度0分 西経168度0分 / 北緯90.000度 西経168.000度  | 北極海           | |
| 北緯71度49分 西経168度0分 / 北緯71.817度 西経168.000度 | チュクチ海       | |
| 北緯66度33分 西経168度0分 / 北緯66.550度 西経168.000度 | ベーリング海     | |
| 北緯65度43分 西経168度0分 / 北緯65.717度 西経168.000度 | アメリカ合衆国   | アラスカ州 — スワード半島                                                                                         |
| 北緯65度33分 西経168度0分 / 北緯65.550度 西経168.000度 | ベーリング海     | キング島（英語版）（ アメリカ合衆国アラスカ州、北緯64度58分 西経168度2分 / 北緯64.967度 西経168.033度）の東を通過 |
| 北緯53度33分 西経168度0分 / 北緯53.550度 西経168.000度 | アメリカ合衆国   | アラスカ州 — ウムナック島                                                                                         |
| 北緯53度19分 西経168度0分 / 北緯53.317度 西経168.000度 | 太平洋           | ローズ環礁（ アメリカ領サモア、南緯14度33分 西経168度9分 / 南緯14.550度 西経168.150度）の東を通過                 |
| 南緯60度0分 西経168度0分 / 南緯60.000度 西経168.000度  | 南極海           | |
| 南緯78度28分 西経168度0分 / 南緯78.467度 西経168.000度 | 南極大陸         | ロス海属領 - ニュージーランドが領有権主張                                                                         |